# Macizo del monte San Petrone
El macizo del monte San Petrone (en francés: Massif du Monte San Petrone) es una cadena de montañas en el noreste de la isla de Córcega, Francia. Toma su nombre del monte San Petrone, el pico más alto.

## Geografía
El macizo del monte San Petrone es el más alto de los tres macizos de media montaña de Córcega. Su punto más alto es el monte San Petrone con sus 1.767 metros de altura. 
Se encuentra al este del macizo del monte Cinto. Corresponde aproximadamente a la región de Castagniccia, y es la parte sur de la Corsa esquistosa o Corsa alpina. Al este limita con la llanura costera y el mar Tirreno. Al suroeste está separada de los macizos del monte Rotondo y del monte Renoso por el valle del río Tavignano. Al noroeste, está separada de los macizos del monte Cinto y del monte Astu por el valle del río Golo.

## Picos
Los principales picos son: